# Swansea (Massachusetts)
Swansea é uma vila localizada no condado de Bristol no estado estadounidense de Massachusetts. No Censo de 2010 tinha uma população de 15.865 habitantes e uma densidade populacional de 242,24 pessoas por km².

## Geografia
Swansea encontra-se localizado nas coordenadas 41° 45′ 29″ N, 71° 12′ 51″ O. Segundo o Departamento do Censo dos Estados Unidos, Swansea tem uma superfície total de 65.49 km², da qual 58.77 km² correspondem a terra firme e (10.26%) 6.72 km² é água.

## Demografia
Segundo o censo de 2010, tinha 15.865 pessoas residindo em Swansea. A densidade populacional era de 242,24 hab./km². Dos 15.865 habitantes, Swansea estava composto pelo 97.25% brancos, o 0.64% eram afroamericanos, o 0.08% eram amerindios, o 0.69% eram asiáticos, o 0.01% eram insulares do Pacífico, o 0.25% eram de outras raças e o 1.08% pertenciam a duas ou mais raças. Do total da população o 1.09% eram hispanos ou latinos de qualquer raça.